# Ngoại hình con người

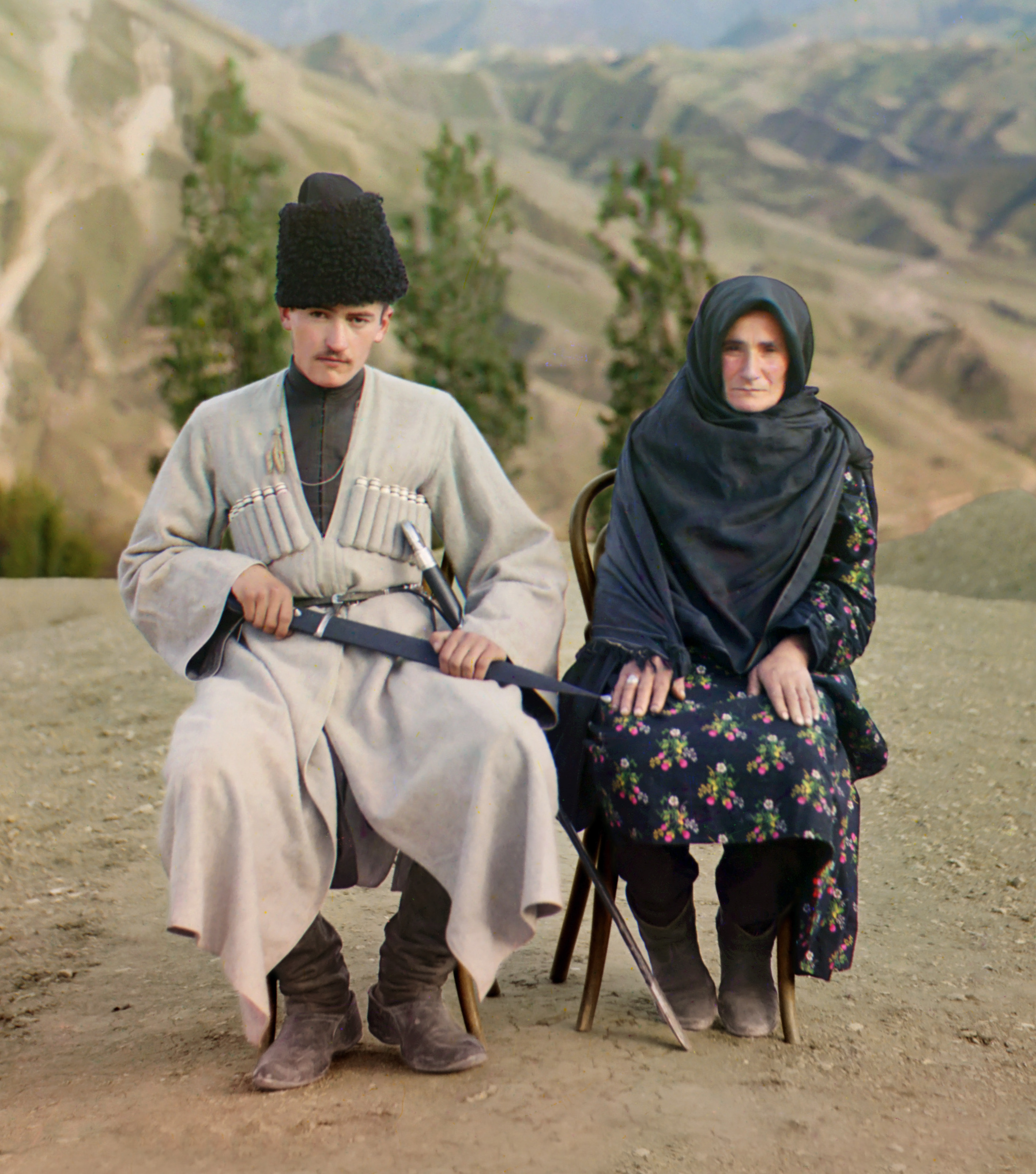
Người đàn ông và phụ nữ tại vùng Dagestan, Liên bang Nga

Ngoại hình con người là kiểu hình được biểu hiện ra bên ngoài của con người, hay còn gọi là vẻ bề ngoài của con người.
Có vô số biến thể về kiểu hình của con người, mặc dù các đặc điểm xã hội đã làm giảm sự biến đổi về kiểu hình. Ngoại hình con người, đặc biệt là những thuộc tính được coi là quan trọng đối với sự hấp dẫn về thể chất, được các nhà nhân chủng học tin rằng có tác động đến sự phát triển của nhân cách và các mối quan hệ xã hội. Con người cũng rất nhạy cảm với ngoại hình của mình.  Một số khác biệt về ngoại hình con người là do di truyền, một số khác là do quá trình lão hóa, lối sống hay bệnh tật, và nhiều điểm khác biệt là kết quả của việc cải tạo thân thể nhưː trang điểm, đeo phụ kiện trang sức, xăm mình, ...
Sắc tộc cũng được cho là có liên quan đến các điểm khác biệt về ngoại hình, điển hình như hình dạng bộ xương, cấu tạo hàm hoặc sải chân. Các nền văn hóa khác nhau có mức độ coi trọng ngoại hình khác nhau và có ảnh hưởng quan trọng tới địa vị xã hội của người đó.

## Các khía cạnh
Dưới đây là các khía cạnh khác nhau được coi là có liên quan ảnh hưởng đến ngoại hình của con người.

### Khác biệt về mặt sinh lý
Con người phân bố trên khắp thế giới ngoại trừ tại Nam Cực, vậy nên có sự khác biệt giữa các khu vực. Ở người trưởng thành, khối lượng cơ thể trung bình đạt từ khoảng 40 kg đối với những người sống tại vùng nhiệt đới đến khoảng 80 kg đối với những người sống tại khu vực Cực Bắc.  Kích thước cơ thể cũng khác nhau giữa các giới tính, với sự dị hình giới tính ở người rõ rệt hơn so với tinh tinh, nhưng lại ít dị hình hơn so với khỉ đột.  Màu da, màu tóc và màu mắt cũng có sự khác biệt đáng kể, trong đó những người sống tại vùng khí hậu nhiệt đới có sắc tố đậm hơn so với những người sống tại vùng cực.
Các đặc điểm về mặt sinh lý có thể kể đến nhưː
- Di truyền, yếu tố dân tộc, nguồn gốc tổ tiên.
- Chiều cao, trọng lượng cơ thể, lông, màu da, cơ bắp, màu tóc, cơ quan sinh dục, nốt ruồi, vết bớt, tàn nhang, đặc tính mắt (điển hình như màu mắt, cấu tạo mí mắt), đặc tính mũi, đặc tính tai (điển hình như hình dạng của tai hay dái tai), hình dáng cơ thể.
- Các biện dạng cơ thể, phân xác, hay các chấn thương nhưː có vết thương, sẹo, bỏng, cụt chi, ...

### Trang phục, vật dụng cá nhân và cải tạo thân thể có chủ đích
- Quần áo, trong đó có mũ nón và trang phục đeo chân (như tất, giày cao gót để làm tăng chiều cao), các trang phục để định hình cơ thể (ví dụ như áo corset, áo ngực).
- Tạo kiểu tóc (ví dụ như tóc mohawk, uốn tóc, thắt bím, buộc tóc đuôi ngựa, đội tóc giả, kẹp ghim cài tóc, râu, ria).
- Mỹ phẩm, trang điểm, vẽ lên thân thể (body painting), các hình thức trang điểm vĩnh viên (ví dụ như xăm chân mày, xăm môi).
- Cải tạo thân thể như xỏ khuyên, xăm mình, ...
- Phẫu thuật thẩm mỹ
- Đeo trang sức như vòng cổ, vòng tay, nhẫn, khuyên tai.
- Lắp đặt thiết bị y tế hay thiết bị thay đổi hình dạng cơ thể (ví dụ như niếng răng, băng vết thương, bó bột, đeo thiết bị trợ thính, kẹp cổ, chống nạng, đeo kính áp tròng, đeo kính, ...). Diện mạo của một người có thể khác nhau tùy thuộc vào việc họ có sử dụng các thiết bị nói trên hay không.
- Luyện tập, điển hình như tập thể hình.

- Áo choàng
- Kính bảo hộ
- Phụ kiện cài tóc
- Mũ nón
- Tai nghe/tai nghe không dây
- Trang sức
- Mặt nạ
- Kính râm
- Đồng hồ